# 戸川安聡
戸川 安聡（とがわ やすとし、宝永4年（1707年）- 宝暦5年6月8日（1755年7月16日）は、江戸時代中期の幕臣（旗本）。通称は初太郎、のち内蔵助。
先代・安晴の子として生まれ、父の死により家督を相続した。正室は松平忠周の娘で、継室も松平忠周の娘。
安晴時代に起こった江戸屋敷焼失（享保3年（1718年））や旱魃（享保5年（1720年））、水害（享保6年（1721年））に加えて、商品経済発達による物価上昇により早島領の財政が急速に悪化したため財政再建が急務であったが、享保17年（1732年）の享保の大飢饉により財政がさらに悪化し、幕府から600両の貸与金を受けている（しかし、享保の大飢饉では庄屋や年寄の努力により餓死者を一人も出さなかったという）。
晩年の宝暦4年（1754年）には、干拓地における国境の線引きについて村民が高松領（岡山市高松、旗本・花房氏7220石の飛地）の箕島村（岡山市箕島）民（宝暦6年（1756年）には妹尾戸川家領・妹尾村（岡山市妹尾）民も加わる）と共に幕府へ訴え出て、岡山藩と争うことが起こった（この争いは安熈時代まで続いた）。
江戸では、関東川々普請奉行や小普請組支配を勤めた。
宝暦5年6月8日没。跡目は子の安泰が継いだ。

## 系譜
- 父：戸川安晴
- 母：不詳
- 正室：松平忠周の娘
- 継室：松平忠周の娘
  - 次男：戸川安泰
  - 七男：戸川安熈